# La Louvière

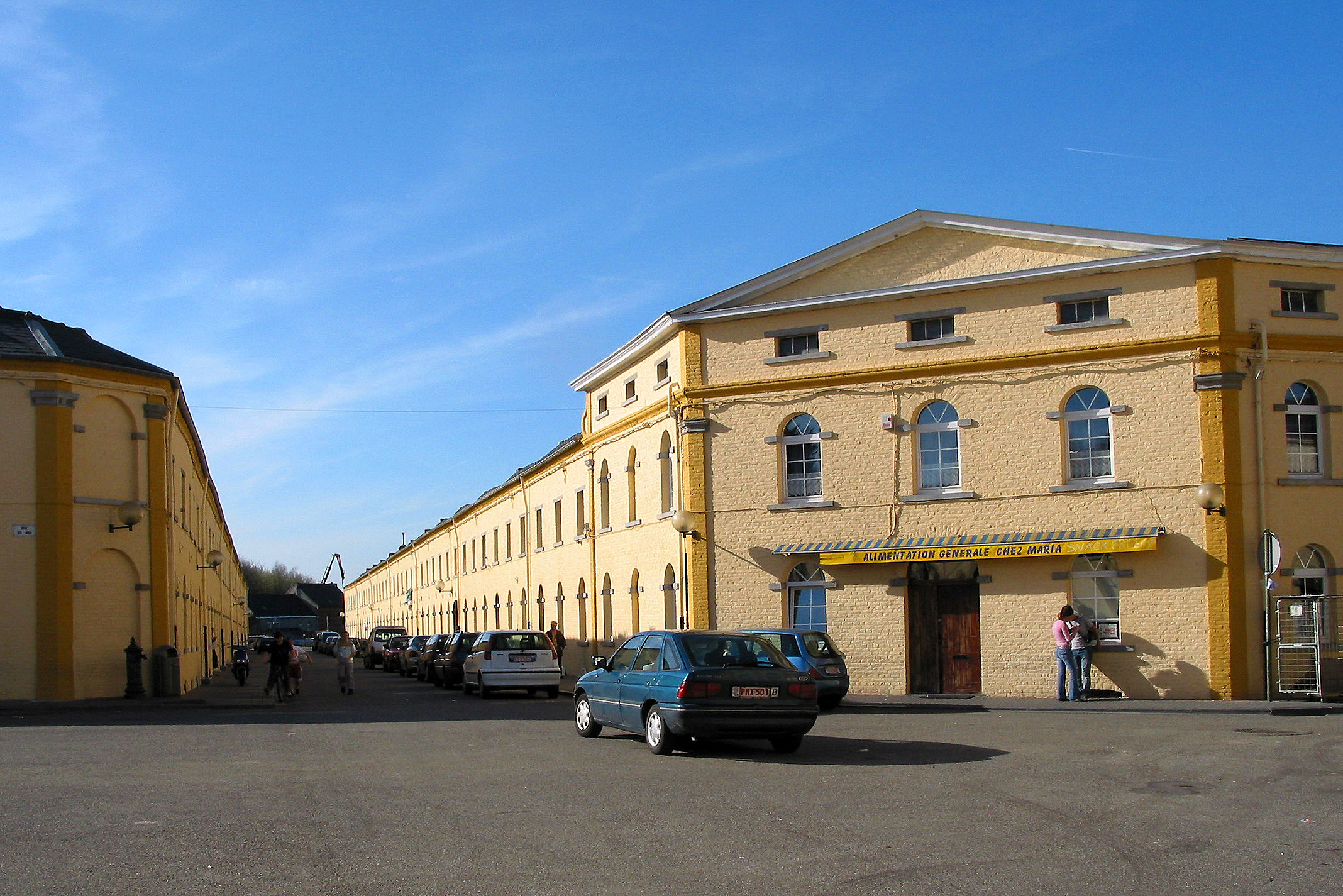
Complex van « Bois-du-Luc » (1838-1853).

La Louvière (Waals: El Louvire) is een plaats en stad in de Belgische provincie Henegouwen. De gemeente telt ruim 81.000 inwoners en is daarmee de op 16 na grootste gemeente van België. La Louvière is een relatief recente stad, ontstaan als industriestad tussen Bergen en Charleroi. La Louvière vormt de hoofdplaats van de Belgische streek Centrum.

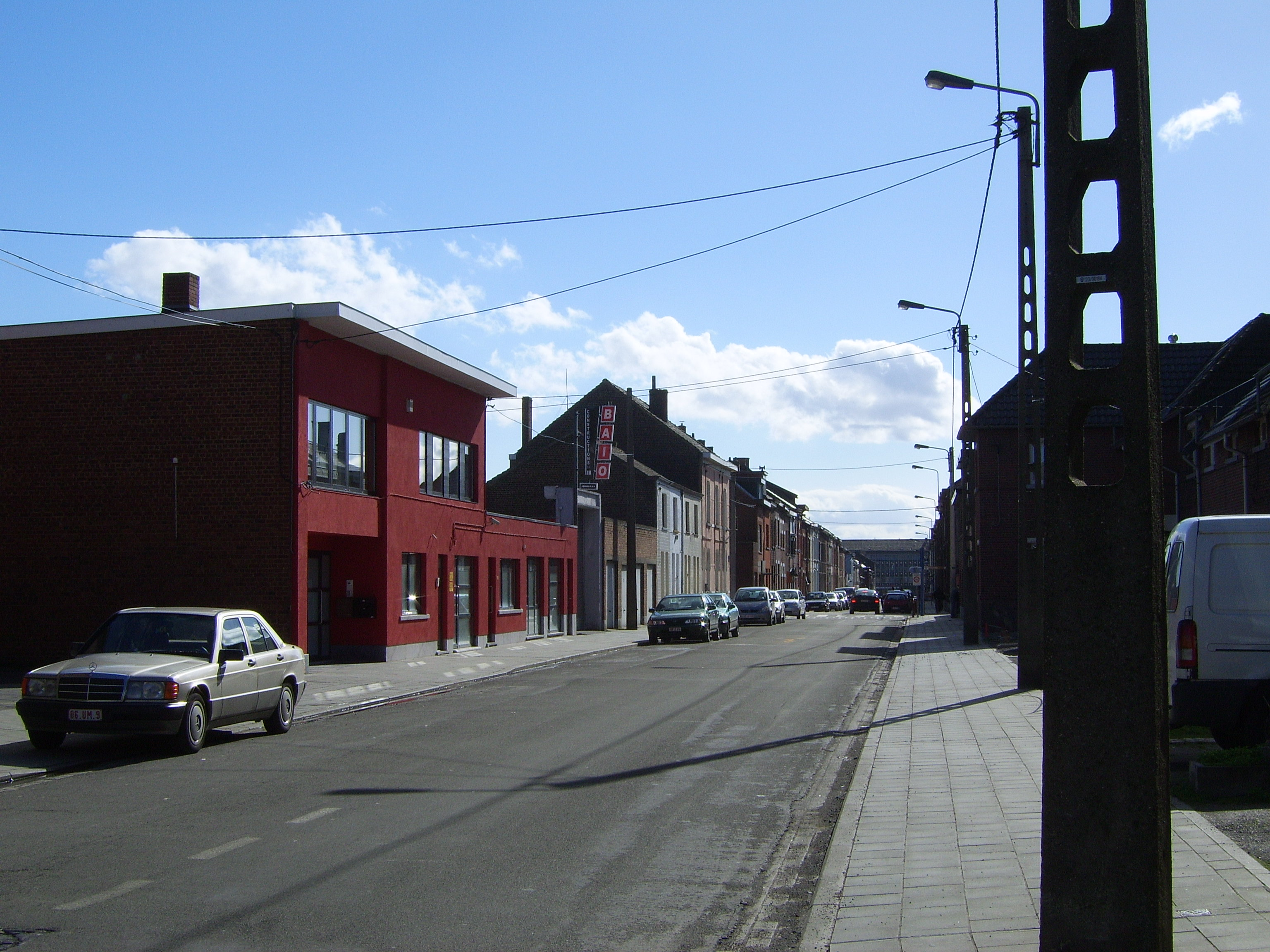
Straat in La Louvière

## Geschiedenis
Reeds in de middeleeuwen werd steenkool ontgonnen in het gebied. Het gebied La Louvière zelf, waar later de stad zou ontstaan, bleef echter een landelijk gebied, dat afhankelijk was van de heren van Saint-Vaast. Saint-Vaast zelf ligt iets meer zuidelijk, en ontstond langs het riviertje de Hene. Door de ontwikkelende industrialisatie in de 19de eeuw, met de aanleg van wegen, spoorlijnen en kanalen, kon het gebied van La Louvière met zijn staalfabrieken zich verder ontwikkelen. Zowel in bevolkingsomvang als in economisch belang oversteeg het Saint-Vaast en werd een van de belangrijkste steden in België. In 1869 werd La Louvière uiteindelijk als zelfstandige gemeente afgesplitst van Saint-Vaast.
Bij de gemeentelijke fusies van 1977 werd de gemeente uitgebreid met verschillende deelgemeenten, waaronder Saint-Vaast, en in 1985 kreeg La Louvière de titel van stad. Een eigenaardigheid is dat La Louvière door de industriële expansie is ontstaan uit een verdichting van kleine kernen en aldus geen echt stadscentrum heeft.

## Kernen
Naast La Louvière zelf, telt de gemeente nog tien deelgemeenten, Besonrieux hoorde vroeger bij Familleureux, dat tegenwoordig zelf tot de gemeente Seneffe behoort.

### Deelgemeenten
| #  | Naam                | Opp. (km²) | Inwoners (2020) | Inwoners per km² | NIS-code |
| -- | ------------------- | ---------- | --------------- | ---------------- | -------- |
| 1  | La Louvière         | 8,74       | 21.820          | 2.496            | 58001A   |
| 2  | Haine-Saint-Pierre  | 5,07       | 7.761           | 1.530            | 58001B   |
| 3  | Haine-Saint-Paul    | 3,82       | 7.369           | 1.929            | 58001C   |
| 4  | Saint-Vaast         | 4,55       | 6.272           | 1.380            | 58001D   |
| 5  | Trivières           | 7,45       | 3.936           | 528              | 58001E   |
| 6  | Maurage             | 6,20       | 5.196           | 838              | 58001F   |
| 7  | Boussoit            | 1,63       | 1.159           | 712              | 58001G   |
| 8  | Strépy-Bracquegnies | 7,51       | 8.890           | 1.183            | 58001H   |
| 9  | Houdeng-Aimeries    | 7,78       | 7.648           | 984              | 58001J   |
| 10 | Houdeng-Goegnies    | 8,83       | 8.963           | 1.015            | 58001K   |
| 11 | Besonrieux          | 2,74       | 1.934           | 707              | 58001L   |

## Bezienswaardigheden
- De 4 scheepsliften bij La Louvière zijn in 1998 toegevoegd aan het UNESCO werelderfgoed.

- De Sint-Jozefkerk (Église Saint-Joseph) is een neoromaans kerkgebouw van 1870 en de hoofdkerk van de stad.
- De Sint-Antoniuskerk {Église Saint-Antoine de Padoue) is een neogotisch kerkgebouw van 1903.
- De Heilig-Hartkerk (Église Sacre-Coeur) is een neogotisch kerkgebouw van 1902, gebouwd voor de wijk La Croyère.
- De Onze-Lieve-Vrouw-van-Zeven-Smartenkerk (Église Notre-Dame des Sept Douleurs) werd gebouwd in 1903 voor de wijk Longtain en in 2012 onttrokken aan de eredienst.
- De Onze-Lieve-Vrouw-van-Mededogenkerk (Église Notre-Dame de la Compassion) in de wijk Jolimont.
- De Protestantse kerk (Temple protestant) van 1863.
- Het Château Boël werd van 1880-1885 gebouwd in opdracht van de industrieel Gustave Boël.
- Het Château de la Closière van 1857 werd gebouwd in opdracht van Victor Boch, keramiekfabrikant.

## Natuur en landschap
La Louvière ligt aan de oude tak van het Centrumkanaal en wordt omsloten door infrastructuur zoals spoorwegen. De bebouwing van de stad wordt geheel omringd door die der naastgelegen kernen en voormalige mijnterreinen. De hoogte aan de Sint-Jozefkerk is 133 meter.

## Economie
Steenkoolwinning geschiedde vanaf 1390 maar deze was marginaal. Enkele mijnzetels kwamen in de 2e helft van de 19e eeuw tot stand. La Louvière ontwikkelde zich vooral als industriestad. Belangrijke bedrijven zijn onder meer:
- Keramische industrie onder de naam Boch Keramis, gesticht in 1841.
- De Laminoirs du Centre, een walserij die bestaan heeft van 1867 tot de Eerste Wereldoorlog.
- De Usines Boël, een staalfabriek.
- Een glasfabriek, later Glaverbel

## Demografische ontwikkeling

### Demografische ontwikkeling voor de fusie
- Bron:NIS - Opm:1831 t/m 1970=volkstellingen; 1976= inwoneraantal op 31 december

### Demografische ontwikkeling van de fusiegemeente
Alle historische gegevens hebben betrekking op de huidige gemeente, inclusief deelgemeenten, zoals ontstaan na de fusie van 1 januari 1977.
- Bronnen:NIS, Opm:1831 tot en met 1981=volkstellingen; 1990 en later= inwonertal op 1 januari

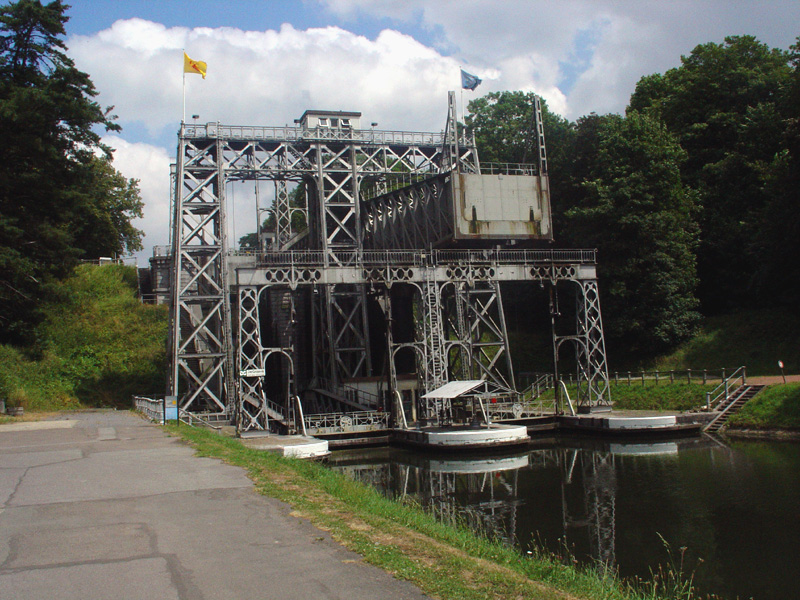
Scheepslift op het oude Centrumkanaal

| Inwoners van jaar tot jaar op 1 januari 1992 tot heden | Inwoners van jaar tot jaar op 1 januari 1992 tot heden | Inwoners van jaar tot jaar op 1 januari 1992 tot heden |
| Jaar                                                   | Aantal                                                 | Evolutie: 1992=index 100                               |
| ------------------------------------------------------ | ------------------------------------------------------ | ------------------------------------------------------ |
| 1992                                                   | 76.694                                                 | 100,0                                                  |
| 1993                                                   | 76.948                                                 | 100,3                                                  |
| 1994                                                   | 76.907                                                 | 100,3                                                  |
| 1995                                                   | 76.879                                                 | 100,2                                                  |
| 1996                                                   | 76.714                                                 | 100,0                                                  |
| 1997                                                   | 76.809                                                 | 100,1                                                  |
| 1998                                                   | 76.665                                                 | 100,0                                                  |
| 1999                                                   | 76.859                                                 | 100,2                                                  |
| 2000                                                   | 76.568                                                 | 99,8                                                   |
| 2001                                                   | 76.497                                                 | 99,7                                                   |
| 2002                                                   | 76.535                                                 | 99,8                                                   |
| 2003                                                   | 76.592                                                 | 99,9                                                   |
| 2004                                                   | 76.784                                                 | 100,1                                                  |
| 2005                                                   | 76.896                                                 | 100,3                                                  |
| 2006                                                   | 77.210                                                 | 100,7                                                  |
| 2007                                                   | 77.509                                                 | 101,1                                                  |
| 2008                                                   | 77.630                                                 | 101,2                                                  |
| 2009                                                   | 77.726                                                 | 101,3                                                  |
| 2010                                                   | 78.071                                                 | 101,8                                                  |
| 2011                                                   | 78.146                                                 | 101,9                                                  |
| 2012                                                   | 78.774                                                 | 102,7                                                  |
| 2013                                                   | 79.486                                                 | 103,6                                                  |
| 2014                                                   | 80.172                                                 | 104,5                                                  |
| 2015                                                   | 80.375                                                 | 104,8                                                  |
| 2016                                                   | 80.430                                                 | 104,9                                                  |
| 2017                                                   | 80.719                                                 | 105,2                                                  |
| 2018                                                   | 80.637                                                 | 105,1                                                  |
| 2019                                                   | 80.757                                                 | 105,3                                                  |
| 2020                                                   | 81.138                                                 | 105,8                                                  |
| 2021                                                   | 80.944                                                 | 105,5                                                  |
| 2022                                                   | 80.992                                                 | 105,6                                                  |
| 2023                                                   | 81.382                                                 | 106,1                                                  |
| 2024                                                   | 81.241                                                 | 105,9                                                  |
| 2025                                                   | 81.674                                                 | 106,5                                                  |

## Verkeer
De stad heeft zich ontwikkeld langs een aantal drukke verkeersassen in Wallonië. De verkeerswegen in oost-west richting verbinden de grote steden Charleroi en Bergen, en diverse verkeersaders naar het noorden zorgen voor verbinding naar de hoofdstad Brussel.
La Louvière ligt nabij het knooppunt van de A15 en de A7 of de E42 en E19. Het Centrumkanaal loopt door de gemeente en sluit iets verder te noorden aan op het Kanaal Charleroi-Brussel.
De stad en streek heeft een uitgebreid buurtspoorwegnet en spoornet gekend. De buurtspoorwegen exploiteerden in en rond de stad een groot tramnet. In 1993 reed voor het laatst een tram in de stad. Sinds 1992 exploiteert de groep "Centre" van de TEC het busnet.

## Cultuur
La Louvière is een van de Belgische steden waar het carnaval traditioneel met Gilles wordt opgeluisterd.

## Politiek

### Resultaten gemeenteraadsverkiezingen sinds 1976
| Partij               | Partij                                               | 10-10-1976 | 10-10-1976 | 10-10-1982 | 10-10-1982 | 9-10-1988 | 9-10-1988 | 9-10-1994 | 9-10-1994 | 8-10-2000 | 8-10-2000 | 8-10-2006 | 8-10-2006 | 14-10-2012 | 14-10-2012 | 14-10-2018 | 14-10-2018 | 13-10-2024 | 13-10-2024 |
| Stemmen / Zetels     | Stemmen / Zetels                                     | %          | 41         | %          | 41         | %         | 41        | %         | 41        | %         | 41        | %         | 41        | %          | 41         | %          | 43         | %          | 43         |
| -------------------- | ---------------------------------------------------- | ---------- | ---------- | ---------- | ---------- | --------- | --------- | --------- | --------- | --------- | --------- | --------- | --------- | ---------- | ---------- | ---------- | ---------- | ---------- | ---------- |
|                      | PS                                                   | 56,17      | 26         | 49,13      | 23         | 55,57     | 25        | 44,13     | 21        | 55,99     | 29        | 41,71     | 20        | 50,09      | 25         | 43,41      | 24         | 38,17      | 18         |
|                      | PSC1 / cdH2 / Plus & cdH3/ Les Engagés&Alternatives4 | 19,881     | 8          | 18,191     | 7          | 14,641    | 6         | 14,341    | 6         | 13,041    | 5         | 13,832    | 6         | 12,162     | 5          | 8,973      | 4          | 20,214     | 9          |
|                      | PRL1 / PRL-MCC2 / MR3 / MR-IC4                       | 8,521      | 3          | 14,631     | 6          | 15,311    | 6         | 15,241    | 6         | 12,32     | 5         | 16,753    | 7         | 15,13      | 6          | 13,154     | 6          | 19,724     | 8          |
|                      | ECOLO                                                | -          |            | 6,09       | 2          | 8,64      | 3         | 6,72      | 2         | 7,07      | 2         | 6,55      | 2         | 7,55       | 3          | 6,90       | 2          | -          |            |
|                      | PTB1/PTB+2                                           | -          |            | -          |            | -         |           | 0,921     | 0         | 1,071     | 0         | 4,242     | 1         | 4,862      | 1          | 15,541     | 7          | 19,351     | 8          |
|                      | FN1 / Front-Nat.2 / FNW3                             | -          |            | -          |            | -         |           | 14,441    | 6         | 3,141     | 0         | 8,572     | 3         | 4,053      | 1          | -          |            | -          |            |
|                      | PCB1 / PC-IP2 / GU3 / PC4 / UDSC5                    | 7,891      | 2          | 7,421      | 2          | 4,272     | 1         | 3,323     | 0         | 3,074     | 0         | 5,815     | 2         | -          |            | -          |            | -          |            |
|                      | RW1 / RPW2                                           | 7,531      | 2          | 4,542      | 1          | -         |           | -         |           | -         |           | -         |           | -          |            | -          |            | -          |            |
| Anderen(*)           | Anderen(*)                                           | -          |            | -          |            | 1,57      | 0         | 0,88      | 0         | 4,32      | 0         | 2,54      | 0         | 6,19       | 0          | 12,03      | 0          | 2,54       | 0          |
| Totaal stemmen       | Totaal stemmen                                       | 42409      | 42409      | 40992      | 40992      | 40355     | 40355     | 40205     | 40205     | 44236     | 44236     | 46968     | 46968     | 47138      | 47138      | 48422      | 48422      | 46606      | 46606      |
| Opkomst %            | Opkomst %                                            |            |            |            |            | 91,77     | 91,77     | 91,13     | 91,13     | 90,54     | 90,54     | 91,07     | 91,07     | 87,74      | 87,74      | 87,89      | 87,89      | 83,28      | 83,28      |
| Blanco en ongeldig % | Blanco en ongeldig %                                 | 4,4        | 4,4        | 5,98       | 5,98       | 6,63      | 6,63      | 6,62      | 6,62      | 8,83      | 8,83      | 8,27      | 8,27      | 8,49       | 8,49       | 10,79      | 10,79      | 10,41      | 10,41      |

(*) 1988: MRI (1,17%), POS (0,40%) / 1994: SOS / 2000: Vivant (1,41%), Bloc-W. (0,58%), E.S. (1,10%), FRANCE (0,83%), MD (0,40%) / 2006: DLC (0,57%), Wallon (1,97%) / 2012: Pirate (2,09%), Parti Wallon (2,08%), DLC (0,31%), F. de Gauche (1,71%) / 2018: Agir (1,87%), Cum Lupis (2,72%), DéFI (2,99%), LuttOuvrière (1,44%), Parti Populaire (2,72%), UCB (0,57%) / 2024: Lutte Ouvrière (1,72%), CC (0,82%)

### Bestuur
Burgemeesters van La Louvière waren:
- 1953-1977 : Fidèle Mengal (PS)
- 1977-1984 : Léon Hurez (PS)
- 1984-2000 : Michel Debauque (PS)
- 2001-2007 : Willy Taminiaux (PS)
- 2007-heden : Jacques Gobert (PS)

## Sport
De stad kent een rijke voetbalgeschiedenis die teruggaat tot het begin van de twintigste eeuw. De meest bekende club uit de stad was RAA Louviéroise, opgericht in 1913, die jarenlang actief was in de Belgische hoogste klasse. De club kende zijn hoogtepunt in 2003, toen het de Beker van België won. De vereniging werd echter getroffen door financiële en organisatorische problemen, wat uiteindelijk in 2009 leidde tot het verdwijnen van RAA Louviéroise en stamnummer 93.
Na het uiteenvallen van de club werd UR La Louvière Centre de hoogst spelende club in de stad. Het speelde ook in het Stade Communal du Tivoli. In 2017 ontstond daarnaast RAAL La Louvière met stamnummer 94, een heroprichting van de vroegere RAA Louviéroise. RAAL heeft sindsdien snel naam gemaakt en promoveerde in 2024 naar de Eerste klasse A.

## Geboren in La Louvière
- Georges Jessen (1893 - 1963), kunstschilder
- Albert Valentin (1902 - 1968), scenarioschrijver en filmregisseur
- Taf Wallet (1902 - 2001), kunstschilder, etser en ontwerper van mozaïeken en gebrandschilderd glas
- Marguerite Bervoets (1914-1944), verzetsstrijdster
- Marcel Couteau (1935), politicus
- Enzo Scifo (1966), voetballer.
- Eden Hazard (1991), voetballer
- Thorgan Hazard (1993), voetballer
- Kylian Hazard (1995), voetballer
- Simon Poulain (1906 - 2004), componist, civiele en militaire kapelmeester

## Nabijgelegen kernen
Houdeng-Goegnies, Saint-Vaast, Haine-Saint-Paul, Haine-Saint-Pierre, La Hestre, Fayt-lez-Manage, Bois d'Haine